# Amadou Jawo
Amadou Jawo, est un footballeur suédois évoluant au poste d'attaquant.

## Biographie
Son transfert Gefle IF pour l'IF Elfsborg, il est considéré par son ancien président, Leif Lindstrand, comme l'un des transferts les plus importants dans l'histoire du club.

## Palmarès
- Championnat de Suède : 2012

## Vie personnelle
Amadou a deux frères. L'un, Omar, est sous contrat à Gefle IF où il évolue en tant que défenseur. L'autre, plus jeune Momodou (né le 12 septembre 1987) est gardien de but et évolue chez les amateurs de l'IK Frej.